# 知足凱基介
知足凱基介（学名：Keijia chihtsui）为真花介科凱基介屬下的一个种。